# Raquel Carriedo-Tomás
Raquel Carriedo-Tomás (Zaragoza, España , 2 de agosto de 1971) es una golfista española.

## Biografía
Fue diplomada en Turismo, se convirtió en profesional el 1 de enero de 1995. Desde entonces su carrera estuvo repleta de buenos resultados, que la llevarían en 2000 a ser la primera española seleccionada para disputar la Solheim Cup  del año 2000 en el Loch Lomond Golf Club de Escocia, versión femenina de la Ryder Cup, que enfrenta a los combinados de Estados Unidos y Europa. Logrando obtener la segunda Solheim Cup de Europa ganando a Estados Unidos con un marcador final de 14,5 frente a 11.5.

En sus palabras 
“Lo recuerdo como una experiencia muy dura. Yo estaba muy nerviosa”.

Era rookie, no había conseguido ninguna victoria, muchos Top 10 pero ningún título en mi poder. Me sentía la más débil. Me clasifiqué por méritos propios, pero la más débil. Reconozco que salí un poco nerviosa

La siguiente temporada la inició con el mismo caddie que le acompañó durante la Solheim Cup .
Pero sería en 2001 cuando conseguiría su primer título en el Tour Europeo: el Masters de Taiwán. Ese mismo año consiguió también el Compaq Open (Suecia) y el Abierto de Irlanda. Continuó sumando buenas actuaciones en 2002, al ganar el Abierto de Tenerife, quedar segunda en el Abierto de España y cuarta en el Abierto de USA.
En 2011 consiguió hacerse con el campeonato del Banesto Tour, celebrado en Villaitana Wellness Golf & Business Resort (Benidorm).